# Сан Ђакомо (Торино)
Сан Ђакомо је насеље у Италији у округу Торино, региону Пијемонт.
Према процени из 2011. у насељу је живело 37 становника. Насеље се налази на надморској висини од 482 м.